# (37827) 1998 BR32
1998 بي أر 32 (ويعرف أيضًا باسم (37827) 1998 بي أر 32 وفق تسمية الكوكب الصغير) (بالإنجليزية: 1998 BR32)‏ هو كويكب ضمن حزام الكويكبات؛ وترتيبه 37827 من حيث الاكتشاف.
اكتُشف هذا الجُرم الفلكي بواسطة OCA–DLR Asteroid Survey ‏ في 29 يناير 1998.

## وصلات خارجية
- (37827) 1998 BR32 في قاعدة بيانات مختبر الدفع النفاث لأجرام النظام الشمسي الصغيرة

- الاكتشاف · مخطط المدار ·  العناصر المدارية · المعلمات المادية

- (37827) 1998 BR32 على موقع ويكي سكاي: DSS2, SDSS, GALEX, IRAS, Hydrogen α, X-Ray, Astrophoto, Sky Map, Articles and images